# Iddat
Iddat (inaczej Iddah, z arabskiego العدة; czas oczekiwania) – okres, podczas którego muzułmanka nie może po rozwodzie (ustaniu małżeństwa) poślubić drugiego mężczyzny. Zazwyczaj obejmuje czas trzech miesiączek.